# Thottea idukkiana
Thottea idukkiana är en piprankeväxtart som beskrevs av A.G. Pandurangan & V.J. Nair. Thottea idukkiana ingår i släktet Thottea och familjen piprankeväxter. Inga underarter finns listade i Catalogue of Life.